# Comuna Burlöv
Burlöv (Burlövs kommun) este o comună din comitatul Skåne län, Suedia, cu o populație de 17.114 locuitori (2013).

## Geografie

### Zone urbane
Lista celor mai mari zone urbane din comună (anul 2015) conform Biroului Central de Statistică al Suediei:
| Nr | Zona urbană     | Pop.  |
| -- | --------------- | ----- |
| 1  | Åkarp           | 5.959 |
| 2  | Burlövs egnahem | 563   |

Arlöv, reședința comunei, este inclus în zona urbană Malmö.

## Demografie
| \| Evoluția demografică în comuna Burlöv, 1970–2015 \| Evoluția demografică în comuna Burlöv, 1970–2015 \| Evoluția demografică în comuna Burlöv, 1970–2015 \| Evoluția demografică în comuna Burlöv, 1970–2015 \| Evoluția demografică în comuna Burlöv, 1970–2015 \| \| ----------------------------------------------------------------------------------------------------- \| ------------------------------------------------ \| ------------------------------------------------ \| ------------------------------------------------ \| ------------------------------------------------ \| \| An \| \| \| Locuitori \| \| \| 1970 \| 1970 \| \| 11830 \| 11830 \| \| 1975 \| 1975 \| \| 14112 \| 14112 \| \| 1980 \| 1980 \| \| 14323 \| 14323 \| \| 1985 \| 1985 \| \| 14314 \| 14314 \| \| 1990 \| 1990 \| \| 14561 \| 14561 \| \| 1995 \| 1995 \| \| 14641 \| 14641 \| \| 2000 \| 2000 \| \| 15038 \| 15038 \| \| 2005 \| 2005 \| \| 15320 \| 15320 \| \| 2010 \| 2010 \| \| 16701 \| 16701 \| \| 2015 \| 2015 \| \| 17430 \| 17430 \| \| Sursa: SCB - Statistika Centralbyrån, Folkmängd efter region, civilstånd, ålder och kön. År 1968–2016 \| \| \| \| \| |      |  |           |       |
| Evoluția demografică în comuna Burlöv, 1970–2015 |      |  |           |       |
| An |      |  | Locuitori |       |
| 1970 | 1970 |  | 11830     | 11830 |
| 1975 | 1975 |  | 14112     | 14112 |
| 1980 | 1980 |  | 14323     | 14323 |
| 1985 | 1985 |  | 14314     | 14314 |
| 1990 | 1990 |  | 14561     | 14561 |
| 1995 | 1995 |  | 14641     | 14641 |
| 2000 | 2000 |  | 15038     | 15038 |
| 2005 | 2005 |  | 15320     | 15320 |
| 2010 | 2010 |  | 16701     | 16701 |
| 2015 | 2015 |  | 17430     | 17430 |
| Sursa: SCB - Statistika Centralbyrån, Folkmängd efter region, civilstånd, ålder och kön. År 1968–2016 |      |  |           |       |